# Pimenta berciliae
Pimenta berciliae, vrsta manjeg drveta iz porodice mirtovki, ograničenog na manje područje kod Santo Dominga u Dominikanskoj Republici
Vrsta je otkrivena i opisana 2018. godine.